# Teufelsklippe (Alexisbad)

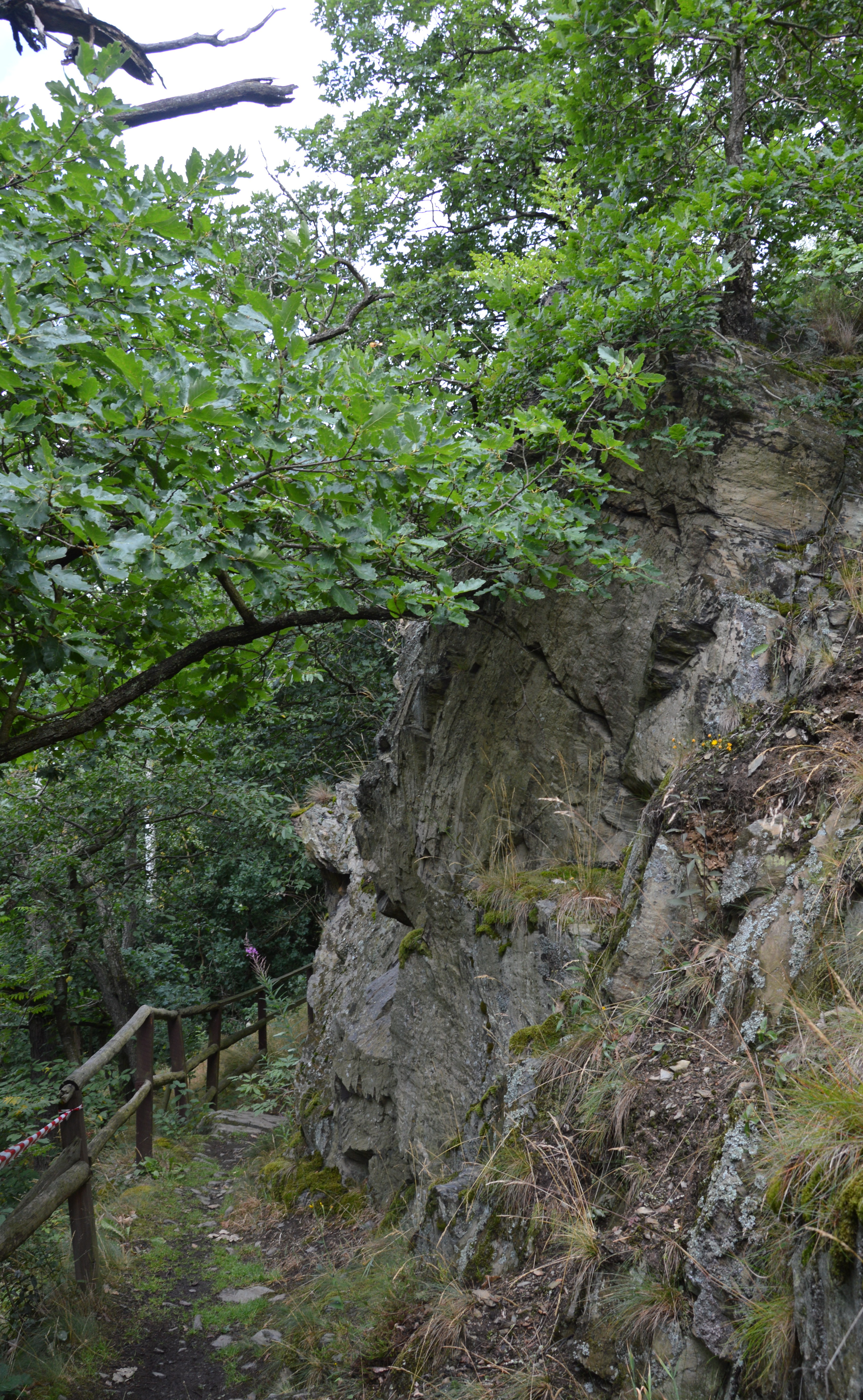
Teufelsklippe mit Pioniersteig

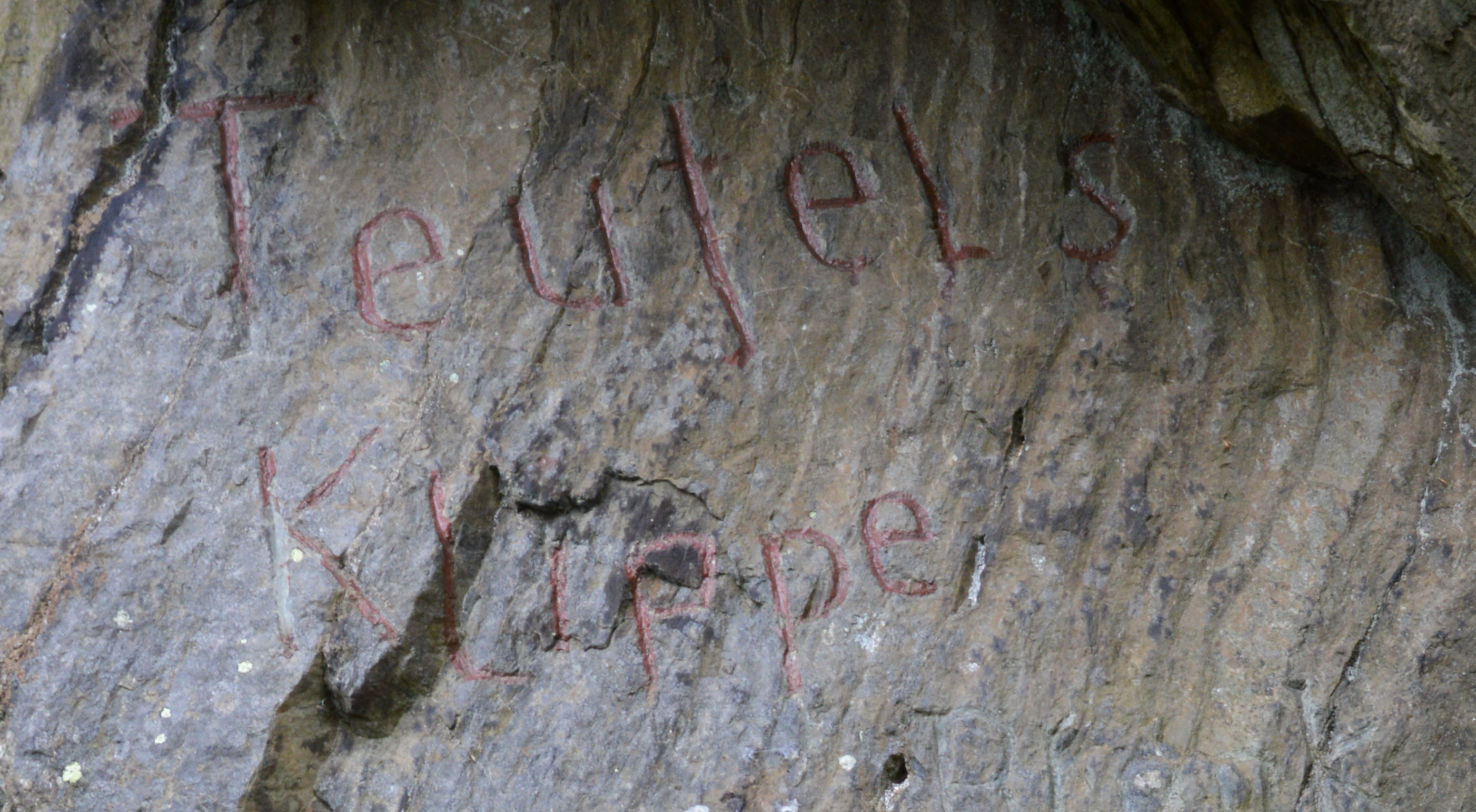
Inschrift

Die Teufelsklippe ist eine Felsformation im Harz in Sachsen-Anhalt.
Die Harzklippe befindet sich rechtsseitig hoch über dem Selketal. Unmittelbar an der Klippe vorbei läuft der hier schmale Pioniersteig als Teil des Selketalstiegs von Alexisbad nach Mägdesprung. Etwas weiter südlich befindet sich die Pionierklippe.
In den Fels ist die Inschrift Teufels Klippe eingebracht. Außerdem ist ein Teufelsgesicht am Fels befestigt.